# Kesnerka
Kesnerka horní a dolní jsou zaniklé usedlosti v Praze 5-Smíchově. Horní usedlost stála mezi ulicemi K Závěrce a Pod Děvínem, dolní usedlost při ulici Křížová.

## Historie
V 15. století byla mezi usedlostmi Koulka a Konvářka založena vinice nazývaná „ve Skříňkách“ (in scrinis), kterou vlastnil klášter svaté Anny. Později držela vinici Markéta Doubravová a od ní ji roku 1509 koupila paní Johanka z Vartenberga a Zvířetic.
V letech 1641 - 1672 vlastnil vinohrad Jan Ulrich Kessner. Vinný lis byl pravděpodobně během třicetileté války zničen, protože po válce je v těchto místech uváděna již usedlost jménem Kesnerka. Té bylo koncem 18. století přiděleno čp. 190.
V polovině 19. století postavil její majitel východně od ní druhou, menší usedlost zvanou „Dolní Kesnerka“ s čp. 209. Obě Kesnerky, horní i dolní, patřily v 80. letech 19. století Karlu a Augustu Vintikovi.
Dolní usedlost koupil kolem roku 1900 továrník Ringhoffer pro svoji slévárnu, po roce 1945 budova zanikla.
Horní usedlost byla přestavěna koncem 19. století, vinohrad zanikl a zemědělská výroba zde skončila roku 1924. Majitel upravil hospodářské budovy k bydlení a pozemky rozprodal na stavbu rodinných domů. Po posledním výkupu roku 1971 byly obyvatelé usedlosti vystěhováni, usedlost chátrala a později byla zbořena.